# Jishi (socken)
Jishi (kinesiska: 姬石, 姬石乡) är en socken i Kina. Den ligger i provinsen Henan, i den centrala delen av landet, omkring 130 kilometer söder om provinshuvudstaden Zhengzhou. Antalet invånare är 37 920. Befolkningen består av 18 524 kvinnor och 19 396 män. Barn under 15 år utgör 18,0 %, vuxna 15-64 år 72 %, och äldre över 65 år 8,0 %.
Genomsnittlig årsnederbörd är 863 millimeter. Den regnigaste månaden är juli, med i genomsnitt 176 mm nederbörd, och den torraste är januari, med 7 mm nederbörd.